# Smilax jamesii
Smilax jamesii är en enhjärtbladig växtart som beskrevs av G.A.Wallace. Smilax jamesii ingår i släktet Smilax och familjen Smilacaceae. Inga underarter finns listade.

## Bildgalleri

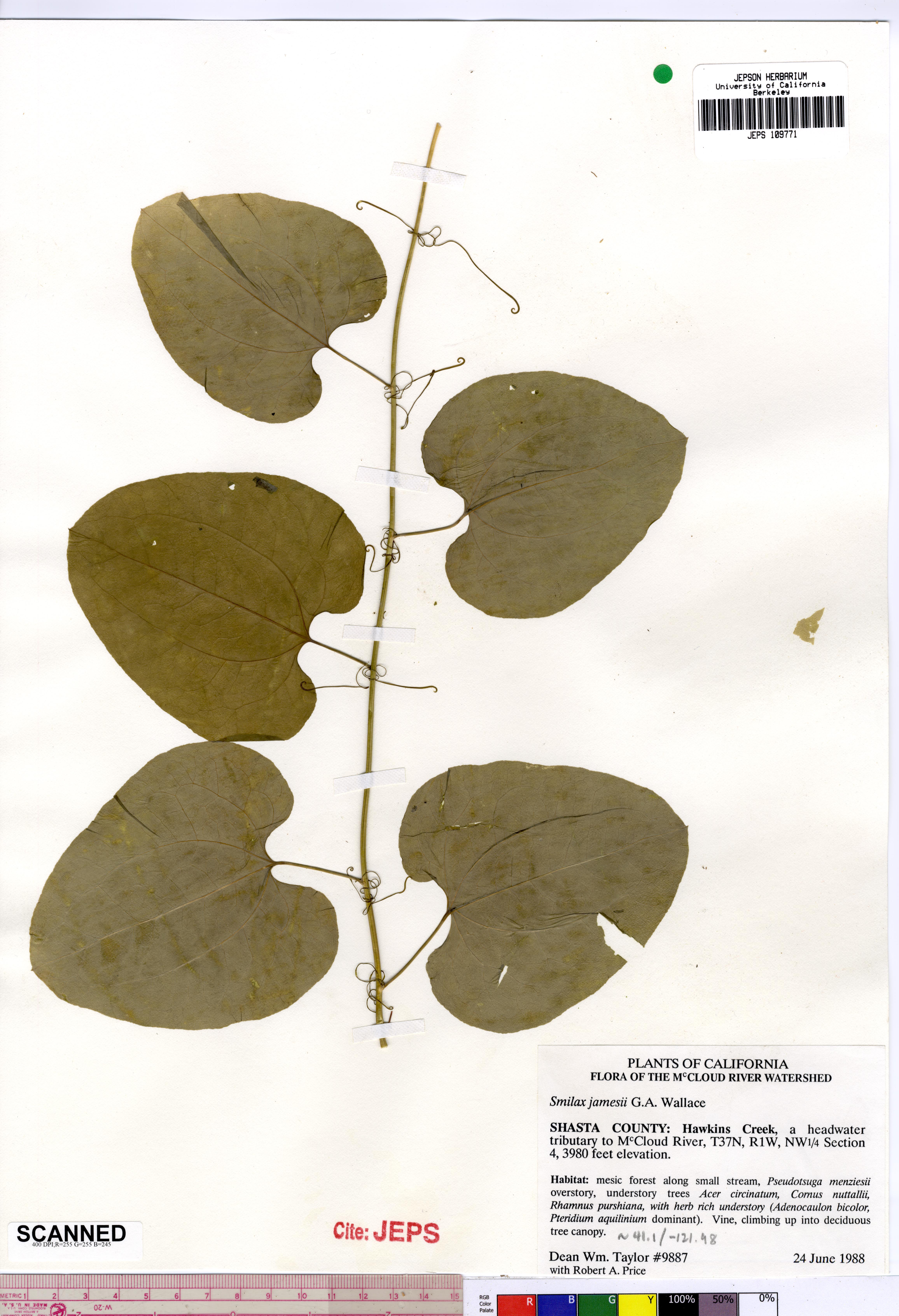